# Clawerfield
Clawerfield — швейцарская индастриал-кибер-метал-группа из города Тун.

## Дискография
- Circular Line (2013)
- Engines of Creation (альбом) (2014)
- Butterflies of Smoke (2016)

## История
Группа основана в швейцарском городе Тун в 2009 году.
Первым альбомом группы стал «Circular Line». Альбом был спродюсирован группой в 2012 году, обработан в студии Databone в Женеве и выпущен 6 апреля 2013 года.
8 августа 2014 года группа выпустила свой EP «Engines of Creation», также прошедший обработку Drop в студии Databone.
Этот альбом уже не имел мощного, качественного гуттурала вокалиста Патрика Шмида, покинувшего группу после записи первого альбома. С того момента басист Адриан Вассер выполняет функции как вокалиста, так и басиста. В песнях группы после ухода Шмида нередко можно услышать чистый вокал, чего не было на первом альбоме.
20 мая 2016 группа выпустила пока что последний на сегодняшний день альбом «Butterflies of Smoke», который также прошёл обработку Drop в студии Databone в Женеве.
Clawerfield отыграли множество концертов, в том числе с международными метал-группами, такими как August Burns Red, Devin Townsend Project, Sybreed и Periphery.

## Состав

### Текущий состав
- Адриан Вассер (Adrian Wasser) — вокал, бас
- Паскаль Ришар (Pascal Richard) — гитара
- Сандро Кёсен (Sandro Keusen) — гитара
- Марио Кёсен (Mario Keusen) — ударные

### Бывшие участники
- Патрик Шмид (Patrick Schmid) — вокал